# Shimano GRX
GRX ist die Bezeichnung für eine Gruppe von Fahrradkomponenten des japanischen Herstellers Shimano. Die Gruppe wurde für Gravelbikes entwickelt und weist daher technische Bezüge sowohl zum Rennrad- als auch zum Mountainbike-Bereich auf. Shimano bietet die Gruppe in verschiedenen Ausführungen als elektronische oder mechanische Kettenschaltung an. Die Markteinführung erfolgte im August 2019.

## Komponenten
Die Gruppe beinhaltet folgende Komponenten:
- Schaltwerke
- Umwerfer bedarfsweise bei 2-fach-Auslegung
- Tretkurbeln in der Ausführung Hollowtech II und SPD-Klickpedale
- Kettenblätter, Kassetten und Ketten
- Hydraulische Scheibenbremsen mit Flatmount-Montage
- Kombinierte Brems-Schalthebel und Bremshebel
- Naben und Laufräder

## Technik

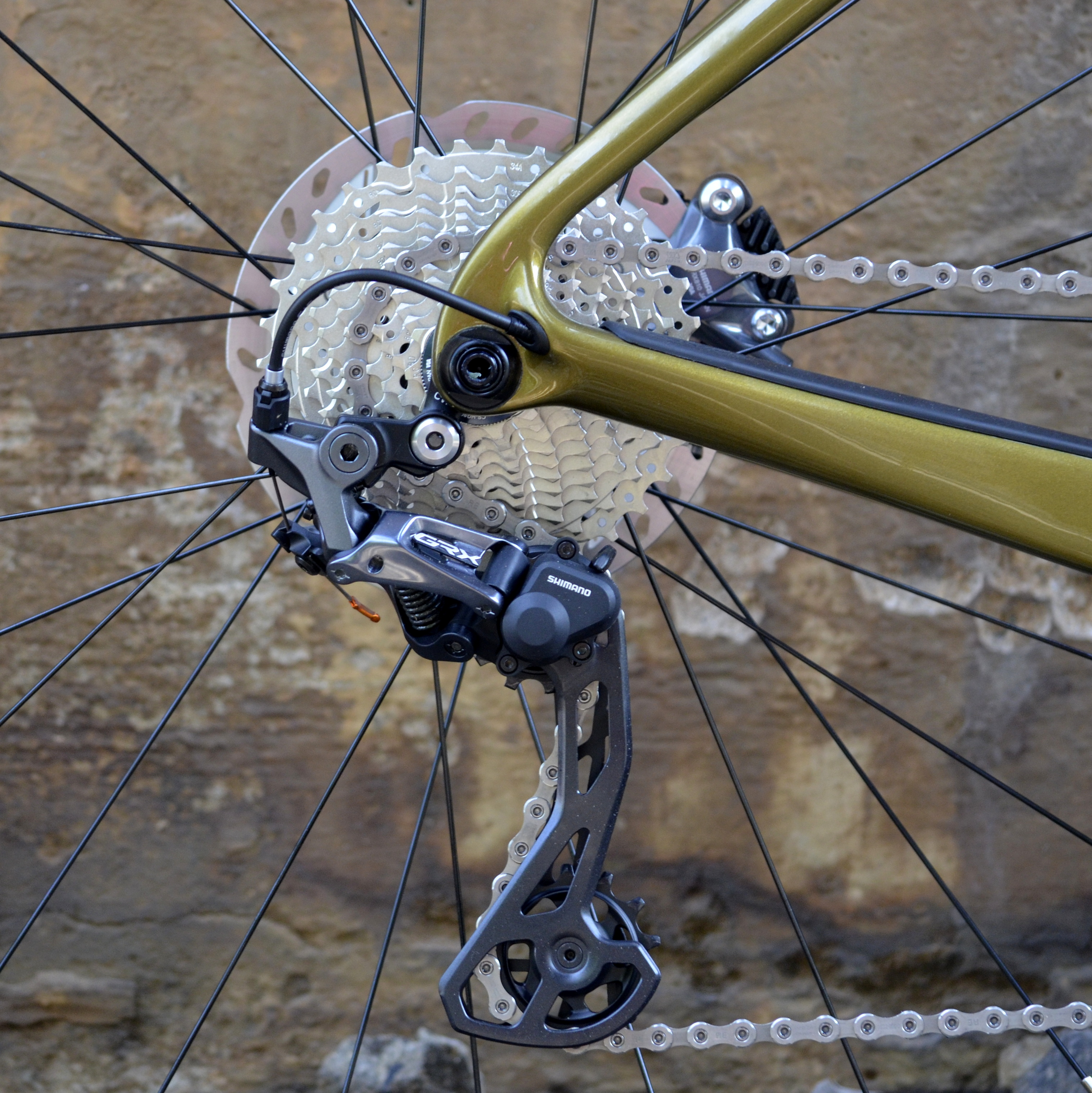
Shimano GRX Schaltwerk. Der schwarze Teil mit Shimano-Aufdruck ist die Schaltwerksdämpfung.

Die Gruppe wurde als erste Shimano-Gruppe von Beginn an sowohl in einer mechanischen als auch in einer elektronischen Ausführung (Di2) im Jahr 2019 eingeführt. Sie wird in Varianten für 1- oder 2-fach-Kurbeln und 10- (GRX 400) und 11-fach-Schaltwerken (GRX 600/GRX 800) angeboten. Die Schaltwerke sind mit einer Dämpfung ausgestattet, die ein Schlagen der Kette auf unebenem Boden verhindern soll. Ausführungen mit 12-fach-Kassetten sind bei der GRX seit September 2023 erhältlich. Das 11-fach Schaltwerk ist seit 2019 auch elektronisch verfügbar (Di2), das 12-fach Schaltwerk seit 2025. Die 11-fach-Komponenten sind laut Roadbike auf dem Qualitäts- und Gewichtsniveau von Ultegra- oder 105-Komponenten, der 10-fach-Antrieb mit der Zahlenbezeichnung GRX400 soll demnach auf dem Niveau der Shimano Tiagra sein.
| Schaltgruppenbezeichnung |              |                |
| Schaltwerk               | Elektronisch | Mechanisch     |
| 10                       | -            | GRX400         |
| 11                       | GRX815 (Di2) | GRX600, GRX810 |
| 12                       | GRX827 (Di2) | GRX610, GRX820 |

Die Kurbeln der Gruppe sind etwas breiter als normale Rennradkurbeln, um durch eine um 2,5 mm größere Kettenlinie von 46,9 mm mehr Reifenfreiheit am Hinterrad möglich zu machen; der Hersteller gibt eine mögliche Reifenbreite von bis zu 42 mm an. Aus dem Mountainbike-Bereich wurde eine Dämpfung des Schaltwerks übernommen. Im Gegensatz zu den bisher bei Gravel- oder Cyclocrossrädern häufig verwendeten Kompaktkurbeln aus dem Rennradbereich mit einem kleinsten möglichen Kettenblatt-Lochkreisdurchmesser von 110 mm und den dadurch bedingten mindestens 33 Zähnen haben die zweifach-Kurbelgarnituren der GRX einen Lochkreisdurchmesser von 80 mm und werden mit kleineren Kettenblättern ab 30 Zähnen angeboten.
Die Brems-Schalthebel wurden durch eine Verlegung der Hebelachse nach oben an den Einsatzzweck angepasst. Durch den geänderten Hebelarm soll mehr Bremskraft zur Verfügung stehen. Es können optional kleine Zweifinger-Zusatzbremshebel montiert werden, um auch in der Oberlenkerposition ohne Umgreifen am Lenkerbügel uneingeschränkt bremsen zu können. Wahlweise besteht die Möglichkeit, bei 1-fach-Auslegung den linken, nicht zum Schalten genutzten Bremsschalthebel als Bedienhebel für eine Vario-Sattelstütze zu verwenden.
Die Laufradsätze können mit Schläuchen oder schlauchlos verwendet werden. Sie haben 21,6 mm Felgenmaulweite, Steckachsen und sind in den Größen 700C (28" / 622 mm) und 650B (27,5" / 584 mm) erhältlich. Die Felgen sind aus Aluminium oder Carbon gefertigt.

## Kompatibilität
Die meisten Komponenten der GRX Gruppe sind nicht mit Komponenten der Shimano Rennrad- oder Mountainbike-Gruppen kompatibel. So weißen GRX Kurbeln einen asymetischen Lochkreis von 110 mm mit vier Schrauben auf, die jweils von innen verchraubt werden. Nur diese Gruppe verwnedte diese Kettenblätter.
Die Bremsscheiben haben die üblichen Größen 140 bis 160 Millimetern und sind voll kompatibel mit allen anderen Scheiben.
Die Schaltabständer der GRX-STIs sind nicht mit andreen Shimano Schaltwreken bzw Umwerfern kompatibel.